# Resolutie 2141 Veiligheidsraad Verenigde Naties
Resolutie 2141 van de Veiligheidsraad van de Verenigde Naties werd op 5 maart 2014 unaniem aangenomen door de VN-Veiligheidsraad en verlengde het panel van experts dat middels resolutie 1874 uit 2009 was opgericht om toe te zien op de uitvoering van sancties tegen Noord-Korea met dertien maanden.

## Achtergrond
Al in 1992 werd er een akkoord gesloten over de bevriezing van Noord-Korea's kernprogramma. Aan het begin van de 21e eeuw kwam het land echter in aanvaring met de Verenigde Staten, die het bij de zogenaamde as van het kwaad rekenden. Noord-Korea hervatte de ontwikkeling van kernwapens en ballistische raketten om ze af te dragen. In oktober 2006 voerde het land een eerste kernproef uit, in mei 2009 gevolgd door een tweede. Hieropvolgend werden sancties ingesteld tegen het land. In december 2012 lanceerde het land met succes een raket met een satelliet en schond daarmee de sancties die het land verbieden kern- en rakettechnologie te ontwikkelen. De Veiligheidsraad besloot hierop om het land strengere sancties op te leggen. Als reactie daarop voerde Noord-Korea in februari 2013 een nieuwe kernproef uit.

## Inhoud
Besloten werd om het mandaat van het panel van experts te verlengen tot 5 april 2015.

## Verwante resoluties
- Resolutie 2087 Veiligheidsraad Verenigde Naties (2013)
- Resolutie 2094 Veiligheidsraad Verenigde Naties (2013)
- Resolutie 2207 Veiligheidsraad Verenigde Naties (2015)
- Resolutie 2276 Veiligheidsraad Verenigde Naties (2016)

Lijst ·  2133 ·  2134 ·  2135 ·  2136 ·  2137 ·  2138 ·  2139 ·  2140 ·  2141 ·  2142 ·  2143 ·  2144 ·  2145 ·  2146 ·  2147 ·  2148 ·  2149 ·  2150 ·  2151 ·  2152 ·  2153 ·  2154 ·  2155 ·  2156 ·  2157 ·  2158 ·  2159 ·  2160 ·  2161 ·  2162 ·  2163 ·  2164 ·  2165 ·  2166 ·  2167 ·  2168 ·  2169 ·  2170 ·  2171 ·  2172 ·  2173 ·  2174 ·  2175 ·  2176 ·  2177 ·  2178 ·  2179 ·  2180 ·  2181 ·  2182 ·  2183 ·  2184 ·  2185 ·  2186 ·  2187 ·  2188 ·  2189 ·  2190 ·  2191 ·  2192 ·  2193 ·  2194 ·  2195